# Vitória Futebol Clube (Cabo Verde)
O Vitória Futebol Clube (crioulo cabo-verdiano, ALUPEC: Vitória Futebol Clube) é um clube polidesportivo da ilha de Santiago de Cabo Verde. No clube há departamentos que incluem futebol, basquete, voleibol e atletismo.

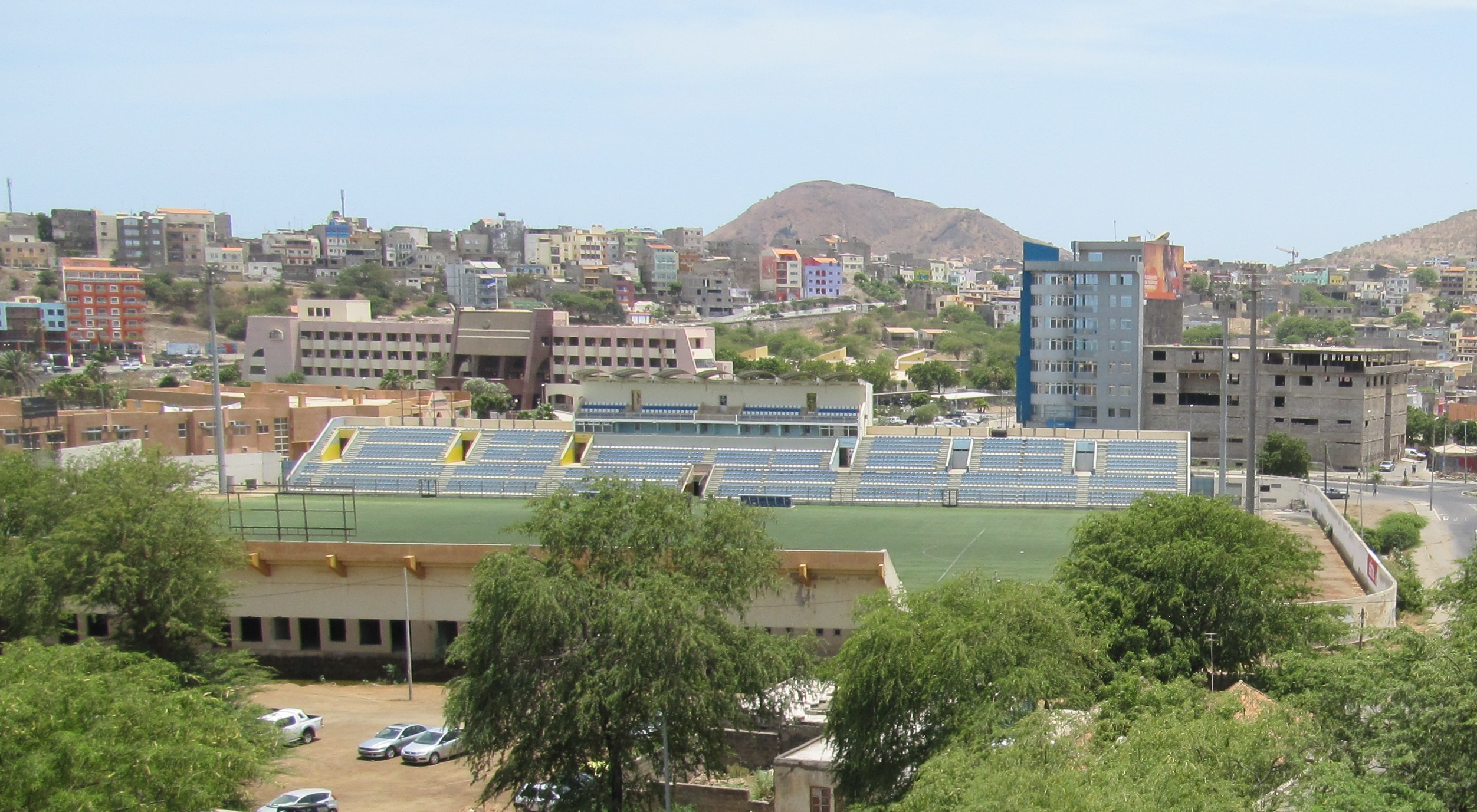
Estádio da Várzea, na casa de Vitória da Praia

O clube joga no mesmo estádio que outros clubes famosos da Praia, como Sporting Praia, Boavista Praia, Académica, Desportivo e Travadores.

## História
O Vitória da Praia foi fundado a 1 de maio de 1931 e é o terceiro maior clube da ilha de Santiago, sendo também filial do Vitória Futebol Clube de Setúbal, de Portugal.
O Sporting da Praia venceu o primeiro título insular na primavera de 1961 e nacional no verão de 1961 — antes da independência. O primeiro título nacional foi conquistado em 1976. O clube ocupa o segundo lugar em termos de títulos nacionais com quinze conquistas, contra dez do Santiago Sul.
O clube comemorou o seu 50.º aniversário em 1981 e o 75.º em 2006.
Em anos recentes, o Vitória da Praia terminou em posições moderadas.
Terminou em último as temporadas de 2012 e 2017 e foi o único clube histórico da cidade a ser despromovido (até aos de 1980) à Segunda Divisão de Santiago Sul.

## Estádio

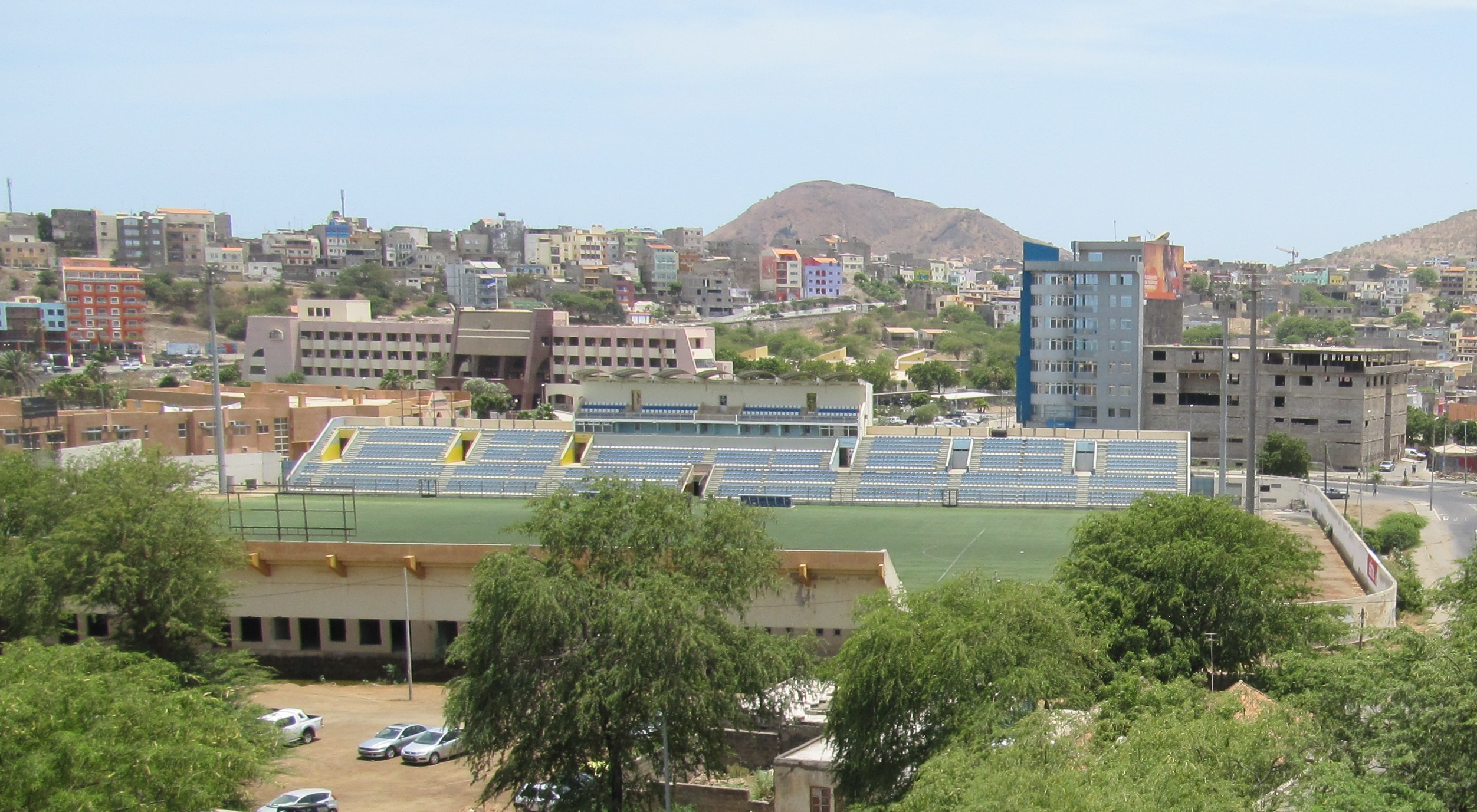
Estádio da Várzea

Os jogos acontecem no Estádio da Várzea.  Outros clubes populares jogam no estádio incluindo: Sporting Praia, Boavista FC, CD Travadores e Académica da Praia Desportivo.

## Títulos
- Liga Insular de Santiago: 1

1972/73

## Futebol

### Palmarés
| Escalão | Nº Presenças | Títulos | Melhor Classificação |
| Afr.    | 5            | 0       | 1a rodada            |
| I       | 1            | 0       | 2a                   |
| II      | 50-60        | 1       | 1a                   |

### Classificações

#### Regionais
| Temporada | Div | Pos | Pts    | J  | V | E  | D  | G.M. | G.S. | Diff. |
| 2013-14   | 2   | 5   | 19 pts | 18 | 6 | 1  | 11 | 12   | 32   | -20   |
| 2014-15   | 2   | 10  | 14 pts | 18 | 3 | 5  | 10 | 10   | 24   | -14   |
| 2015-16   | 2   | 8   | 19 pts | 22 | 5 | 4  | 13 | 14   | 30   | -16   |
| 2016-17   | 2   | 12  | 22 pts | 3  | 4 | 15 | 16 | 44   | 28   | -13   |

## Estatísticas
- Melhor posição: 1a (regional)